# Йохан I (Клеве-Марк)
Йохан I фон Клеве (на немски: Johann I von Kleve; * 14 януари 1419, † 5 септември 1481) от род Дом Ламарк, е от 1448 до 1481 г. 2-ри херцог на Клеве, граф на Марк (1448/1461 – 1481) и господар на Равенщайн (1448 – 1450).

## Живот
Той е най-възрастният син на херцог Адолф II (1373 – 1448) и на Мария Бургундска (1393 – 1463), дъщеря на Жан Безстрашни, херцог на Бургундия, от династия Валоа Бургундия.
До 1444 г. той живее в бургундския двор в Брюксел при неговия чичо херцог Филип Добрия от Бургундия. След смъртта на баща му Адолф II на 23 септември 1448 г. Йохан го наследява в Клеве. През 1450 г. дава като апанаже управлението на Равенщайн на по-малкия си брат Адолф фон Клеве.
Йохан пътува до Палестина и през 1451 г. в Монс става рицар на Светия гроб и получава бургундския Орден на Златното руно. На 22 април 1455 г. Йохан се жени в Брюге за третата си брадовчедка Елизабет Бургундска (* сл. 24 август 1439, † 21 юни 1483) от странична линия на Династия Валоа Бургундия.
След смъртта на чичо му граф Герхард фон Марк през 1461 г. Йохан получава Графство Марк.
Йохан умира през 1481 г. на 62-годишна възраст. След смъртта му неговият най-голям син Йохан II наследява Херцогство Клеве и Графство Марк. По-малкият му син Енгелберт наследява през 1491 г. от дядо му по майчина линия, Жан II (Бургундия-Невер), графствата Невер и Йо, и основава Дом Клеве-Невер.

## Деца
Йохан и Елизабет Бургундска имат шест деца:
- Йохан II (* 1458, † 1521), 3-ти херцог на Клеве, жени се на 3 ноември 1489 за Матилда от Хесен
- Адолф (1461 – 1498), домхер в Лиеж
- Енгелберт (* 1462, † 1506), граф на Невер и Йо, жени се на 23 февруари 1489 за Шарлота Бурбон
- Дитрих (* 1464, † млад)
- Мария (* 1465, † 1513)
- Филип (* 1467, † 1505), епископ на Невер (1500 – 1505), на Амиен (1501 – 1503) и на Отун (1505)